# Nino de Angelo/Diskografie
Diese Diskografie ist eine Übersicht über die musikalischen Werke des deutschen Schlagersängers Nino de Angelo und seinen Pseudonymen wie De Angelo. Den Quellenangaben und Schallplattenauszeichnungen zufolge hat er bisher mehr als eine Million Tonträger verkauft. Seine erfolgreichste Veröffentlichung ist die Single Jenseits von Eden mit über 500.000 verkauften Einheiten; damit zählt die Single zu den meistverkauften deutschsprachigen Schlagern seit 1975.

## Alben

### Studioalben
| Jahr | Titel                                                                                               | Höchstplatzierung, Gesamtwochen/‑monate, AuszeichnungChartplatzierungen (Jahr, Titel, Platzierungen, Wochen/Monate, Auszeichnungen, Anmerkungen) | Höchstplatzierung, Gesamtwochen/‑monate, AuszeichnungChartplatzierungen (Jahr, Titel, Platzierungen, Wochen/Monate, Auszeichnungen, Anmerkungen) | Höchstplatzierung, Gesamtwochen/‑monate, AuszeichnungChartplatzierungen (Jahr, Titel, Platzierungen, Wochen/Monate, Auszeichnungen, Anmerkungen) | Anmerkungen                                                |
| Jahr | Titel                                                                                               | DE | AT | CH | Anmerkungen                                                |
| ---- | --------------------------------------------------------------------------------------------------- | --- | --- | --- | ---------------------------------------------------------- |
| 1983 | Junges Blut                                                                                         | DE10 (12 Wo.)DE | — | — | Erstveröffentlichung: 1983                                 |
| 1984 | Jenseits von Eden / La valle dell’Eden (italienische Version)                                       | DE2 Gold · (25 Wo.)DE | AT5 (2½ Mt.)AT | CH2 (15 Wo.)CH | Erstveröffentlichung: Januar 1984 Verkäufe: + 250.000      |
| 1984 | Zeit für Rebellen / Time to Recover (englische Version) / Figlio della notte (italienische Version) | DE46 (6 Wo.)DE | — | — | Erstveröffentlichung: 19. November 1984                    |
| 1986 | Ich suche nach Liebe                                                                                | — | — | — | Erstveröffentlichung: April 1986                           |
| 1987 | Durch tausend Feuer                                                                                 | — | — | — | Erstveröffentlichung: September 1987                       |
| 1988 | Baby Jane                                                                                           | — | — | — | Erstveröffentlichung: Oktober 1988                         |
| 1989 | Samuraj                                                                                             | — | — | — | Erstveröffentlichung: 4. April 1989                        |
| 1989 | Flieger                                                                                             | — | — | — | Erstveröffentlichung: 24. April 1989                       |
| 1991 | De Angelo                                                                                           | — | — | — | Erstveröffentlichung: Mai 1991                             |
| 1993 | Verfluchte Zeiten                                                                                   | DE97 (3 Wo.)DE | — | — | Erstveröffentlichung: 16. August 1993                      |
| 2000 | Schwindelfrei                                                                                       | DE37 (7 Wo.)DE | AT41 (3 Wo.)AT | — | Erstveröffentlichung: 5. Mai 2000                          |
| 2002 | Solange man liebt                                                                                   | DE39 (3 Wo.)DE | AT29 (21 Wo.)AT | — | Erstveröffentlichung: 18. Februar 2002                     |
| 2004 | Un momento Italiano                                                                                 | DE76 (2 Wo.)DE | AT17 (11 Wo.)AT | — | Erstveröffentlichung: 7. Juni 2004                         |
| 2005 | Nino                                                                                                | — | — | — | Erstveröffentlichung: 21. Oktober 2005                     |
| 2012 | Das Leben ist schön                                                                                 | DE72 (1 Wo.)DE | — | — | Erstveröffentlichung: 16. März 2012                        |
| 2014 | Meisterwerke – Lieder meines Lebens                                                                 | DE29 (9 Wo.)DE | — | — | Erstveröffentlichung: 5. Dezember 2014                     |
| 2017 | Liebe für immer                                                                                     | DE23 (2 Wo.)DE | AT16 (1 Wo.)AT | — | Erstveröffentlichung: 3. März 2017                         |
| 2021 | Gesegnet & verflucht                                                                                | DE2 Gold · (62 Wo.)DE | AT2 (25 Wo.)AT | CH8 (21 Wo.)CH | Erstveröffentlichung: 26. Februar 2021 Verkäufe: + 100.000 |
| 2023 | Von Ewigkeit zu Ewigkeit                                                                            | DE5 (13 Wo.)DE | AT7 (2 Wo.)AT | CH7 (2 Wo.)CH | Erstveröffentlichung: 12. Mai 2023                         |
| 2025 | Irgendwann im Leben                                                                                 | DE3 (13 Wo.)DE | AT4 (2 Wo.)AT | CH13 (2 Wo.)CH | Erstveröffentlichung: 21. Februar 2025                     |

### Kompilationen
| Jahr | Titel            | Höchstplatzierung, Gesamtwochen, AuszeichnungChartplatzierungen (Jahr, Titel, Platzierungen, Wochen, Auszeichnungen, Anmerkungen) | Höchstplatzierung, Gesamtwochen, AuszeichnungChartplatzierungen (Jahr, Titel, Platzierungen, Wochen, Auszeichnungen, Anmerkungen) | Höchstplatzierung, Gesamtwochen, AuszeichnungChartplatzierungen (Jahr, Titel, Platzierungen, Wochen, Auszeichnungen, Anmerkungen) | Anmerkungen                         |
| Jahr | Titel            | DE | AT | CH | Anmerkungen                         |
| ---- | ---------------- | --- | --- | --- | ----------------------------------- |
| 2003 | Zurück nach vorn | DE72 (1 Wo.)DE | AT20 (9 Wo.)AT | — | Erstveröffentlichung: 23. Juni 2003 |

Weitere Kompilationen
- 1984: Nino / East of Eden (beinhaltet Stücke von Junges Blut und Jenseits von Eden in englischer Sprache)
- 1984: Guardian Angel
- 1987: Doch Tränen wirst du niemals sehen
- 1995: Die größten Hits
- 1998: Best of Nino de Angelo
- 1999: Jenseits von Eden
- 2000: Du bist das Feuer
- 2000: Best of – die Singles ’81–’88
- 2003: Giganten
- 2004: Herz an Herz
- 2007: Star Edition
- 2007: Tornerò – ich komme wieder
- 2008: Die ultimative Hit-Collection
- 2011: Balladen
- 2012: Glanzlichter
- 2015: My Star
- 2017: Das Beste
- 2019: Das ist der Augenblick – Die schönsten Balladen von Nino de Angelo

### EPs
- 1984: Amiga-Quartett: Nino de Angelo

## Singles

### Als Leadmusiker
| Jahr | Titel Album | Höchstplatzierung, Gesamtwochen/‑monate, AuszeichnungChartplatzierungen (Jahr, Titel, Album, Platzierungen, Wochen/Monate, Auszeichnungen, Anmerkungen) | Höchstplatzierung, Gesamtwochen/‑monate, AuszeichnungChartplatzierungen (Jahr, Titel, Album, Platzierungen, Wochen/Monate, Auszeichnungen, Anmerkungen) | Höchstplatzierung, Gesamtwochen/‑monate, AuszeichnungChartplatzierungen (Jahr, Titel, Album, Platzierungen, Wochen/Monate, Auszeichnungen, Anmerkungen) | Höchstplatzierung, Gesamtwochen/‑monate, AuszeichnungChartplatzierungen (Jahr, Titel, Album, Platzierungen, Wochen/Monate, Auszeichnungen, Anmerkungen) | Anmerkungen                                                                               |
| Jahr | Titel Album | DE | AT | CH | UK | Anmerkungen                                                                               |
| ---- | --- | --- | --- | --- | --- | ----------------------------------------------------------------------------------------- |
| 1982 | Und ein Engel fliegt in die Nacht Junges Blut                                                                        | DE52 (12 Wo.)DE | — | — | — | Erstveröffentlichung: 5. Januar 1982                                                      |
| 1983 | Ich sterbe nicht nochmal Junges Blut                                                                                 | DE21 (20 Wo.)DE | — | — | — | Erstveröffentlichung: 21. März 1983                                                       |
| 1983 | Engel und Teufel, Luisa Junges Blut                                                                                  | DE46 (14 Wo.)DE | — | — | — | Erstveröffentlichung: 1. August 1983                                                      |
| 1983 | Jenseits von Eden / Guardian Angel (englische Version) / La valle dell’Eden (italienische Version) Jenseits von Eden | DE1 Gold · (23 Wo.)DE | AT1 Gold · (4½ Mt.)AT | CH1 Gold · (16 Wo.)CH | UK57 (9 Wo.)UK | Erstveröffentlichung: 2. November 1983 Verkäufe: + 700.000                                |
| 1984 | Atemlos / Unchained Love (englische Version) Nino                                                                    | DE20 (14 Wo.)DE | — | — | — | Erstveröffentlichung: 4. März 1984                                                        |
| 1984 | Wir sind Giganten / Giganti (italienische Version) Zeit für Rebellen                                                 | DE50 (6 Wo.)DE | — | — | — | Erstveröffentlichung: 4. Oktober 1984                                                     |
| 1987 | Doch Tränen wirst du niemals sehen / I Only Wanna Be with You (englische Version) Durch tausend Feuer                | DE49 (13 Wo.)DE | — | — | — | Erstveröffentlichung: September 1987                                                      |
| 1989 | Samuraj | DE11 (13 Wo.)DE | — | — | — | Erstveröffentlichung: Februar 1989                                                        |
| 1989 | Flieger / If There Is One Thing That’s Forever (englische Version) Flieger                                           | DE13 (13 Wo.)DE | AT20 (1 Mt.)AT | — | — | Erstveröffentlichung: 30. März 1989 Beitrag zum ESC 1989 (Platz 14/22) Verkäufe: + 30.000 |
| 2002 | Ich mach’ meine Augen zu (Everytime) Solange man liebt                                                               | DE59 (9 Wo.)DE | AT8 (23 Wo.)AT | — | — | Erstveröffentlichung: 28. Januar 2002 mit Chris Norman                                    |
| 2002 | Wenn du lachst Solange man liebt                                                                                     | DE100 (1 Wo.)DE | — | — | — | Erstveröffentlichung: 18. Februar 2002                                                    |
| 2004 | Komm zurück zu mir –                                                                                                 | DE88 (1 Wo.)DE | — | — | — | Erstveröffentlichung: 4. Oktober 2004                                                     |

Weitere Singles
- 1981: Siebzehn
- 1981: Der Ring, den Du trägst
- 1982: Vielleicht (Seit Jimmy zu den Sternen ging)
- 1982: Sara’ la nostalgia
- 1985: Time to Recover
- 1985: Ich habe mich an Dich verloren
- 1986: Du bist ein Teil von mir
- 1986: Ich suche nach Liebe
- 1986: Wünsche der Nacht
- 1987: Engel der Nacht
- 1988: Baby Jane
- 1989: Who’s Gonna Love You Tonight
- 1990: Vielleicht (muss man erst mal durch die Hölle)
- 1991: La Luna
- 1991: Du bist das Feuer
- 1993: Ich fahr die Nacht
- 1993: Hunger in der Haut
- 1993: Das siebente Wunder
- 1994: Kleiner großer Mann
- 1997: I Can See the Light
- 2000: Schwindelfrei
- 2000: Weil ich ein Mensch bin
- 2000: Immer wenn Du fortgehst
- 2000: Zeig mir bitte nicht…
- 2001: Engel
- 2002: Sarah
- 2003: Jenseits von Eden 2003
- 2003: Und wenn ich abends einschlaf’ 2003 (mit Francine Jordi)
- 2003: Lass uns fliegen
- 2004: Maledetta primavera
- 2005: Im Arm eines Engels
- 2005: Wie der Wind
- 2006: Wenn Du mich suchst
- 2007: Dich holt niemand mehr zurück
- 2012: Heiligenschein
- 2016: So lang mein Herz noch schlägt
- 2017: Liebe für immer
- 2020: Gesegnet und verflucht
- 2021: Zeit heilt keine Wunden
- 2021: Helden
- 2022: An irgendwas glauben
- 2023: Mein Kryptonit
- 2023: Memento Mori
- 2024: Irgendwann im Leben
- 2025: Wer bringt Dich nach Hause

### Als Gastmusiker
| Jahr | Titel Album             | Höchstplatzierung, Gesamtwochen, AuszeichnungChartplatzierungen (Jahr, Titel, Album, Platzierungen, Wochen, Auszeichnungen, Anmerkungen) | Höchstplatzierung, Gesamtwochen, AuszeichnungChartplatzierungen (Jahr, Titel, Album, Platzierungen, Wochen, Auszeichnungen, Anmerkungen) | Höchstplatzierung, Gesamtwochen, AuszeichnungChartplatzierungen (Jahr, Titel, Album, Platzierungen, Wochen, Auszeichnungen, Anmerkungen) | Anmerkungen                                                            |
| Jahr | Titel Album             | DE | AT | CH | Anmerkungen                                                            |
| ---- | ----------------------- | --- | --- | --- | ---------------------------------------------------------------------- |
| 1998 | Hand in Hand Für immer  | — | AT35 (1 Wo.)AT | — | Erstveröffentlichung: 2. November 1998 Claudia Jung mit Nino de Angelo |
| 2011 | Jenseits von Eden Ekrem | DE64 (1 Wo.)DE | — | — | Erstveröffentlichung: 2. September 2011 Eko Fresh feat. Nino de Angelo |

Weitere Gastbeiträge
- 2024: Ich hab dich nie vergessen (Witt feat. Nino de Angelo)

## Musikvideos
| Jahr | Titel                                                        | Regisseur(e)                 |
| ---- | ------------------------------------------------------------ | ---------------------------- |
| 2000 | Schwindelfrei                                                | Deborah Schamoni             |
| 2011 | Jenseits von Eden                                            | Malic Bargiel, Daniel Zlotin |
| 2012 | Niemals zu alt um jung zu sein                               | Olivier Terrade              |
| 2014 | Goldener Reiter                                              |                              |
| 2016 | So lang mein Herz noch schlägt                               |                              |
| 2017 | Angel                                                        |                              |
| 2017 | Liebe für immer                                              |                              |
| 2020 | Gesegnet und verflucht                                       | Holger Menzel                |
| 2021 | Zeit heilt keine Wunden                                      | Holger Menzel                |
| 2021 | Sag es meinem Herzen bitte nicht                             |                              |
| 2021 | Helden                                                       | Holger Menzel                |
| 2024 | Ich hab dich nie vergessen (Joachim Witt mit Nino de Angelo) |                              |

## Autorenbeteiligungen und Produktionen
Die folgende Liste beinhaltet Stücke die de Angelo für andere Musiker schrieb, darüber hinaus schreibt er auch viele seiner eigenen Lieder selbst.
- 1996: Schürzenjäger – Bei dir
- 2006: Frank Lars – Lichterloh
- 2007: Frank Lars – Mein Herz sagt bleib (One Night Stand Gefühl)
- 2022: Roland Kaiser – Es ist alles okay
- 2022: Roland Kaiser – Brich mir das Herz
- 2023: Howard Carpendale – Was wird nach uns sein
- 2023: Andrea Berg – Es ist wieder Weihnacht

## Boxsets
- 2014: Originale Album-Box

## Statistik

### Chartauswertung
|                     | DE     | AT    | CH    |
| ------------------- | ------ | ----- | ----- |
| Nummer-eins-Alben   | DE—DE  | AT—AT | CH—CH |
| Top-10-Alben        | DE5DE  | AT4AT | CH3CH |
| Alben in den Charts | DE14DE | AT9AT | CH4CH |

|                       | DE     | AT    | CH    | UK    |
| --------------------- | ------ | ----- | ----- | ----- |
| Nummer-eins-Singles   | DE1DE  | AT1AT | CH1CH | UK—UK |
| Top-10-Singles        | DE1DE  | AT2AT | CH1CH | UK—UK |
| Singles in den Charts | DE13DE | AT4AT | CH1CH | UK1UK |

### Auszeichnungen für Musikverkäufe
| Goldene Schallplatte - Frankreich - 1985: für die Single Jenseits von Eden - Italien - 1985: für die Single La valle dell’Eden |

Anmerkung: Auszeichnungen in Ländern aus den Charttabellen bzw. Chartboxen sind in ebendiesen zu finden.
| Land/RegionAuszeichnungen für Musikverkäufe (Land/Region, Auszeichnungen, Verkäufe, Quellen) | Gold     | Platin | Verkäufe | Quellen                                  |
| -------------------------------------------------------------------------------------------- | -------- | ------ | -------- | ---------------------------------------- |
| Deutschland (BVMI)                                                                           | 3× Gold3 | —      | 600.000  | musikindustrie.de                        |
| Frankreich (SNEP)                                                                            | Gold1    | —      | 100.000  | worldradiohistory.com (PDF-Datei, S. 15) |
| Italien (FIMI)                                                                               | Gold1    | —      | 300.000  | worldradiohistory.com (PDF-Datei, S. 15) |
| Österreich (IFPI)                                                                            | Gold1    | —      | 25.000   | worldradiohistory.com (PDF-Datei, S. 15) |
| Schweiz (IFPI)                                                                               | Gold1    | —      | 25.000   | worldradiohistory.com (PDF-Datei, S. 15) |
| Insgesamt                                                                                    | 7× Gold7 | —      |          |                                          |